# Kuratorium Wiener Pensionisten-Wohnhäuser
Der Fonds Kuratorium Wiener Pensionisten-Wohnhäuser – Häuser zum Leben ist ein mit Rechtspersönlichkeit ausgestatteter gemeinnütziger, privatrechtlicher Fonds der Stadt Wien. Er betreibt insgesamt 30 Häuser zum Leben, 150 Pensionistenklubs der Stadt Wien, Schwerpunktstationen für ältere Menschen mit Behinderung und ein Betreuungszentrum für Menschen mit demenziellen Erkrankungen sowie ein eigenes Fortbildungszentrum. Das KWP wird nicht von einer Magistratsabteilung verwaltet. Es untersteht dem Stadtratsbüro (Geschäftsgruppe) für Gesundheit, Soziales und Sport. Der Präsident des KWP-Vorstandes ist Stadtrat Peter Hacker. Die Geschäftsführung hat seit 2021 Christian Hennefeind inne.

## Geschichte
Im Jahr 1960 erfolgte die Gründung als gemeinnütziger Fonds durch Beschluss des Wiener Gemeinderates. Bereits drei Jahre später konnte das erste Haus mit dem Namen „Sonnenhof“ eröffnet werden. Bis 1995 kam fast jährlich eine Neueröffnung hinzu. 1996 erfolgte die Umbenennung in Kuratorium Wiener Pensionisten-Wohnhäuser (KWP). 2001 wurden die Pensionistenklubs der Stadt Wien ins KWP eingegliedert. 
Mit dem Jahr 2012 wurde das Leistungsangebot um „betreutes Wohnen“ erweitert. Damit ändern sich die Einzugsmodalitäten grundlegend. Neue Bewohner werden jetzt nach Bedarf gereiht und nicht nach Länge der Anmeldefrist. Im selben Jahr war auch die Fertigstellung des neuen Wohn- und Pflegehauses „Haus Döbling“. Im Folgejahr war das Wohn- und Pflegehaus „Haus Rosenberg“ bezugsfertig. Das Wohn- und Pflegehaus „Haus Liebhartstal“ wurde 2014 generalsaniert und mit einem Neubau erweitert. 2015 wurden auch die neu sanierten Häuser „Föhrenhof“ und „Laaerberg“ eröffnet. 2016 folgt die Eröffnung des Hauses „Augarten“ nach grundlegender Sanierung.

## Aufgabe
Der Zweck des Kuratoriums ist, Wiener Seniorinnen und Senioren im letzten Lebensabschnitt in bedarfsgerechter Umgebung Geborgenheit und weitestgehende Alltagsnormalität zu geben. Dies erfolgt unter Berücksichtigung ihrer individuellen Lebenswege und Erfahrungen sowie der zunehmenden körperlichen Hinfälligkeit. Seit 1. Jänner 2012 erfolgt die Vergabe der Wohn- und Pflegeplätze durch den Fonds Soziales Wien.

## Zielgruppe

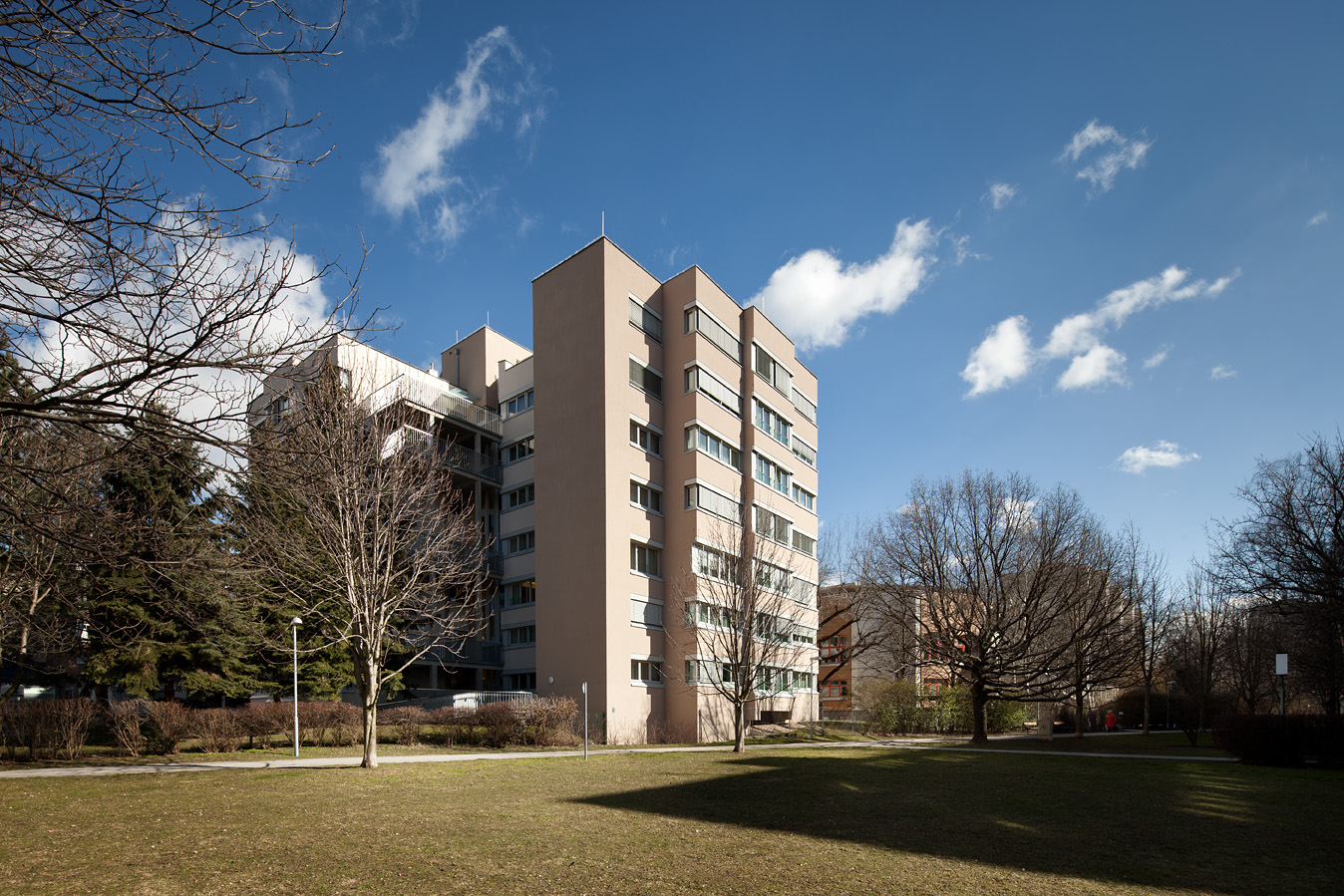
Haus Laaerberg

Die 30 Häuser zum Leben stehen allen älteren Wienern offen, die folgende Voraussetzungen erfüllen:
- Hauptwohnsitz in Wien seit mindestens sechs Monaten
- Österreichische Staatsbürgerschaft oder Gleichgestellte
- Das eigene Einverständnis
- Entsprechender Betreuungsbedarf

Prinzipiell ist ein Einzug auch ohne Pflegegeldstufe möglich. Eine Ausnahme bildet dabei das Haus Döbling im 19. Wiener Gemeindebezirk. Für den Einzug ist mindestens Pflegegeldstufe 3 notwendig.

## Angebot und Leistungen
Das Angebot der Häuser zum Leben gliedert sich in drei grundsätzliche Kategorien:
- Unterstütztes Wohnen: Richtet sich an Senioren, die keinen Pflegebedarf haben, jedoch aus guten Gründen nicht mehr zuhause leben können. Beispiele für einen entsprechenden Bedarf sind Wohnungen in oberen Stockwerken, wenn kein Aufzug zur Verfügung steht oder die Gefahr der Vereinsamung im Alter.
- Betreutes Wohnen: Allgemeines Wohnen für Senioren mit Pflegegeldstufe 1 bis 7.
- Gepflegt.Wohnen/Pflegeplatz: Diese Wohnform ist für Menschen mit Pflegebedarf durch qualifiziertes Personal rund um die Uhr vorgesehen. Das Angebot kann ab Pflegegeldstufe 3 in Anspruch genommen werden.

Während über die Zuweisung einer Wohnung im KWP der Fonds Soziales Wien entscheidet, werden der konkrete Bedarf und die damit zusammenhängenden Leistungspakete im KWP festgestellt.

## Spezialangebote
Das KWP betreibt in vier Häusern Schwerpunktstationen für Bewohner mit spezifischem Betreuungsbedarf.
- Remobilisation: Die Remobilisationsstationen in den Häusern Wieden und Atzgersdorf bieten nach bestimmten Operationen – wie z. B. Hüftoperationen – oder nach einem Schlaganfall medizinische und pflegerische Betreuung sowie Ergo- und Physiotherapie. Ziel ist die Reintegration in die gewohnte Umgebung.
- Betreuung von Menschen mit demenziellen Erkrankungen: Das Betreuungszentrum im Haus Rosenberg betreut mobile, desorientierte Bewohner mit schwer integrierbaren Verhaltensmustern in einem passenden Umfeld. Dabei wird für das größtmögliche Maß an Freiheit und Selbstbestimmung gesorgt. Als Wertehaltung wird die Validation nach Naomi Feil herangezogen.
- Betreutes Wohnen für Menschen mit Behinderung: Die zentral gelegenen Häuser Mariahilf und Neubau bieten betreutes Wohnen speziell für ältere Menschen mit Behinderung.

Ein weiteres Spezialangebot ist die Tag.Familie. Es handelt sich um eine Form der Tagesbetreuung, die einen strukturierten Tagesablauf für Menschen schaffen soll, die zur Selbstorganisation nicht mehr in der Lage sind. Durch sinnstiftende Aufgaben und so weit wie möglich erhaltene Alltagsnormalität wird das Selbstvertrauen gestärkt. Dadurch kann die Notwendigkeit zur Vollzeitpflege hinausgezögert werden.

## Vom KWP betriebene Pensionisten-Wohnhäuser

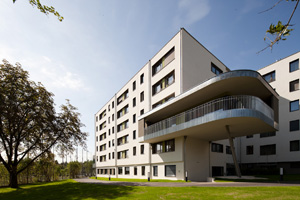
Haus Föhrenhof

Mit Ausnahme des 1. und 8. Wiener Gemeindebezirkes gibt es in jedem Bezirk mindestens ein Haus des KWP. Das erste Haus wurde als „Haus Sonnenhof“ im Jahr 1963 eröffnet und ist nicht mehr in Betrieb. Seit 2008 wurden insgesamt acht Häuser zum Leben generalsaniert oder neu gebaut. Zwischen 2007 und 2015 wurden insgesamt 275 Millionen Euro investiert.
Ab Sommer 2017 erfolgt die Generalsanierung des Hauses „Penzing“. Im Jahr 2019 folgt das „Haus Schmelz“ und ab 2021 wird das „Haus Haidehof“ saniert.

## Verpflegung
Das KWP betreibt die größte Frischküche in Wien. In allen 30 Häusern werden jeden Tag rund 36.000 Mahlzeiten gekocht. Im Jahr 2015 betrug der Anteil an Fertiggerichten nur 2,8 Prozent. Der Bioanteil lag bei rund 35 Prozent. Der Anteil von Lebensmitteln aus Österreich liegt bei rund 74 Prozent, 20 Prozent kommen aus der EU und 6 Prozent auf Nicht-EU-Ländern.
Der Einkauf dieser großen Mengen erfolgt vorzugsweise regional und saisonal. Die Planung und Steuerung erfolgt zentral mithilfe der Warenwirtschafts-Software KOST. Angewendet wird ein Komponentenspeiseplan. Das bedeutet, dass jede einzelne Küche lange im Vorhinein die Zutaten kennt, die sie an einem bestimmten Tag erhält. Die konkrete Form der Verarbeitung bleibt den jeweiligen Küchenchefs überlassen.

## Pensionistenklubs der Stadt Wien

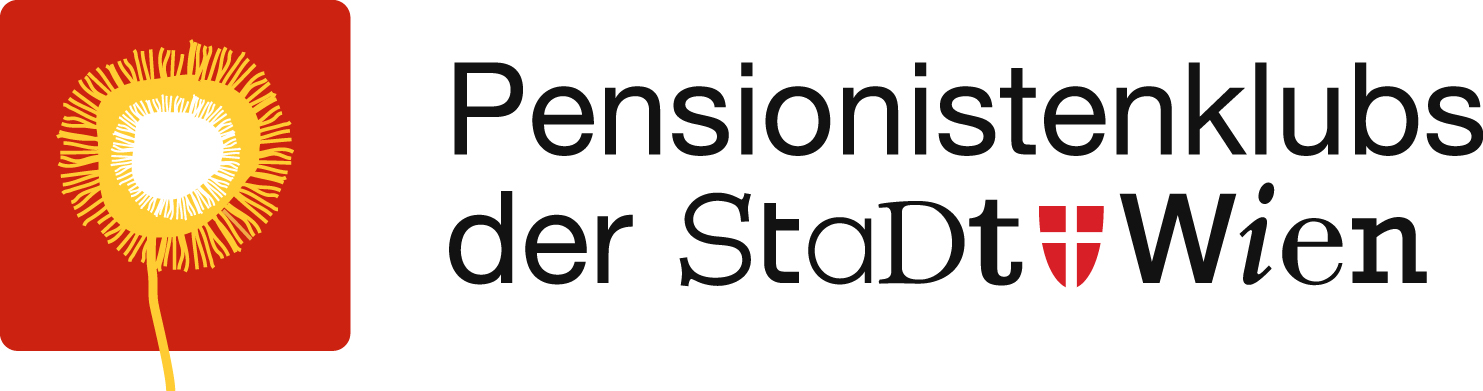
Pensionistenklubs der Stadt Wien

Die insgesamt 160 Pensionistenklubs der Stadt Wien werden ebenfalls vom KWP betrieben. Die Einrichtungen gehen zurück auf Wärmestuben der Stadt Wien, die im Winder 1946/47 errichtet wurden. Sie verstehen sich als Orte des geselligen Beisammenseins, der Unterhaltung und der Beratung. Der Besuch der Klubs ist kostenlos, erfordert jedoch eine einmalige Anmeldung.